# Čigonė
Čigonė je říčka v Litvě. Teče v okrese Šilutė (Klaipėdský kraj). Je to levý přítok řeky Minija. Pramení mezi městysy Vilkyčiai a Saugos v okrese Šilutė okrese. Teče zpočátku směrem severním, poté se začíná klikatit a celkový směr je na západ. Čigonė má několik propojení s říčkou Grumbys. Do řeky Minija se vlévá ve vsi Grumbliai jako její levý přítok 19,6 km od jejího ústí do Atmaty.

## Přítoky
Čigonė má levý bezejmenný přítok (vlévá se 1,2 km od ústí) a několik propojení zprava s říčkou Grumbys.